# Donné (jésuite)
Un Donné était, au XVIIe siècle, un laïc, proche collaborateur des missionnaires jésuites de Nouvelle-France (Canada), qui sans être membre de l’Ordre religieux, se consacrait à Dieu en offrant sa vie et son service au travail missionnaire parmi les Hurons. Il en recevait en contrepartie vie de fraternité et soutien. Ce statut religieux particulier cessa d’exister au moment de la suppression de la Compagnie de Jésus.
Deux des martyrs canadiens, René Goupil et Jean de La Lande, étaient des Donnés.

## Origine
Peu après son arrivée en Nouvelle-France (1638) le père Jérôme Lalemant, supérieur de la mission, établit une forme de collaboration nouvelle entre laïcs (hommes de métier venus de France) et missionnaires. On les appelle les Donnés. Leur style de vie et type d’engagement évolue graduellement au fil de l’expérience missionnaire et des besoins de la mission d’Huronie.  Le manque de frères coadjuteurs fait que, avant son départ pour la mission, Lalemant avait discuté cette forme d’engagement avec le provincial de France Étienne Binet et en avait obtenu l’agrément.  
L’initiative de Lalemant est favorablement reçue par ses confrères missionnaires. Il est décidé que tout laïc souhaitant s’engager pour la vie au service de la Mission d’Huronie peut le faire en prononçant publiquement des vœux utilisant une formule semblable à celle des premiers vœux jésuites. Ces vœux sont reçus au nom de la Compagnie de Jésus qui s’engage à assurer un soutien au Donné jusqu’à sa mort. En 1639, les six premiers Donnés, prononcent leurs vœux religieux et s’engagent par contrat au service de la Mission.
Lorsque la procédure lui est soumise, le Supérieur Général, Muzio Vitelleschi, la désapprouve : en particulier les vœux, le port d’un habit religieux et l’obligation de la Compagnie à soutenir un Donné pour la vie. Dans une lettre (23 janvier 1643), il enjoint Lalemant de ne plus recevoir de Donnés et à relever de leur vœu ceux qui se sont déjà engagés.  
Ce contretemps entraîne des modifications du statut des Donnés. Après consultation, les missionnaires proposent des changements au Supérieur Général : ni vœu (sinon strictement privé) ni habit religieux, et un engagement à vie (mais réversible) reçu par le supérieur de la Mission qui s’engage à assurer leur quotidien nécessaire et un soutien en cas de maladie. Ces changements sont proposés au père Vitelleschi dans une lettre signée par le père Lalemant et ses consulteurs. Tous insistent de plus que ces collaborateurs sont absolument nécessaires au bon développement de la mission (2 avril 1643). Le Supérieur Général donne son accord à cette nouvelle forme de vie de Donné dans sa réponse du 25 décembre 1644.

## Histoire
L’histoire confirme le bien-fondé des raisons avancées par les missionnaires. Les listes annuelles (1640-1650) des membres du staff de Sainte-Marie-au-pays-des-Hurons font état de la présence de 33 Donnés. Parmi eux un contremaitre Charles Boivin, deux cordonniers, Christophe Regnaut et Jacques Lévrier, un pharmacien Joseph Molère, et Robert Le Cocq, un homme de confiance souvent chargé des négociations financières concernant les affaires de la Mission. 
Deux Donnés moururent martyrs pour la foi chrétienne, le chirurgien René Goupil et le charpentier Jean de La Lande, et font partie du groupe des martyrs canadiens canonisés par le pape Pie XI en 1930. Trois devinrent par la suite frères coadjuteurs jésuites : Christophe Regnaut, François Malherbe et Jacques Largilier. 
Les lettres de charge envoyées par les missionnaires en Europe parlent souvent en termes élogieux des Donnés de la Mission d’Huronie, les services qu’ils rendent, leur vie exemplaire, l’influence qu’ils ont sur les Hurons et leur attachement et loyauté sans faille vis-à-vis de missionnaires. Ainsi la lettre de Charles Garnier en 1640, la relation de Jean de Brébeuf de 1641, et celles de Jérôme Lalemant et de Paul Ragueneau en 1647-1648.
Jean Guérin est Donné durant plus de 20 ans et œuvre parmi les Iroquois, les Hurons, les Abénaquis, et les Algonquins. Un dernier voyage missionnaire le conduit à la suite du père Menard dans le Wisconsin, où tous les deux trouvent la mort en août 1660. Dans sa relation de 1662-1664 Jérôme Lalemant ne tarit pas d’éloges : « Jean Guérin était un homme de Dieu, de vertu éminente, et possédé d’un grand zèle pour le salut des âmes. Il faisait montre en toutes circonstances d’un vrai esprit de sainteté. D’abord et avant tout homme de prière son humilité était vraiment extraordinaire ». 
Avec le déclin de la mission en Huronie à la fin du XVIIe siècle, l’institution des Donnés disparut peu à peu. Une dernière mention en est faite dans une relation de 1727. Si certains devinrent frères jésuites d’autres retournèrent à la vie laïque et ont laissé des traces dans l’histoire, et eurent de nombreux descendants au Canada et États-Unis. Ainsi Pierre Boucher, Médard Chouart des Groseilliers, Charles Le Moyne, Guillaume Couture et Louis Pinard.

## Document
- « Formule de donation », dans Camille de Rochemonteix, Les Jésuites et la Nouvelle-France au XVIIe siècle : d'après beaucoup de documents inédits, 1895

## Source
- Martyrs’ Shrine, Trillium publishing (Canada), Ontario, 1984, p.34 sv.